# 在朝鮮民主主義人民共和国ロシア大使館
在朝鮮民主主義人民共和国ロシア大使館（ざいちょうせんみんしゅしゅぎじんみんきょうわこくロシアたいしかん、ロシア語: Посольство Российской Федерации в Корейской Народно-Демократической Республике、朝鮮語: 조선민주주의인민공화국주재 로씨야련방대사관、英語: Embassy of Russia in North Korea）は、朝鮮民主主義人民共和国（北朝鮮）の首都平壌市に位置するロシアの在外公館である。在朝鮮民主主義人民共和国ロシア大使は、アレクサンドル・イヴァノヴィチ・マツェゴラ。
2017年4月10日、「この者はロシアに殉国した英雄である外交官アンドレイ・カルロフ」との刻字が施された銘板とレリーフが大使館に建てられた。
咸鏡北道清津市羅南区域には総領事館も置かれている。

## 歴代大使
- 1948年10月 〜 1950年10月 - テレンティ・シチコフ
- 1950年11月 〜 1953年9月 - ウラジーミル・ラジュバエフ
- 1953年9月 〜 1955年6月 - セルゲイ・スズタレフ
- 1955年6月 〜 1957年2月 - ヴァシリー・イヴァノフ
- 1957年2月 〜 1962年6月 - アレクサンドル・フジャノフ
- 1962年6月 〜 1965年5月 - ヴァシリー・モスコフスキー
- 1965年6月 〜 1967年4月 - アンドレイ・コルサコフ
- 1967年4月 〜 1974年8月 - ニコライ・スダリコフ
- 1974年8月 〜 1982年12月 - グレブ・クリューリン
- 1982年12月 〜 1987年10月 - ニコライ・シュヴニコフ
- 1987年10月 〜 1990年10月 - ゲンナジー・ヴァルトシェーヴィチ
- 1990年10月 〜 1992年1月 - アレクサンドル・カプト
- 1992年1月 〜 1996年8月 - ユーリ・ファデーエフ
- 1996年8月 〜 2001年7月 - ヴァレリー・デニソフ
- 2001年7月 〜 2006年12月 - アンドレイ・カルロフ
- 2006年12月 〜 2012年4月 - ヴァレリー・スヒニン
- 2012年4月 〜 2014年12月 - アレクサンドル・チモニン
- 2014年12月 〜 現職 - アレクサンドル・マツェゴラ